# Петрово-Соловово, Александр Григорьевич
Александр Григорьевич Петрово-Соловово (1736—1805) — русский государственный и военный деятель, действительный тайный советник, генерал.

## Биография
Родился в 1736 году. Происходил из рода Петрово-Соловово. Его дед, Александр Кузьмич, продолжительное время был сибирским вице-губернатором (в 1717—1734). Отец, Григорий Александрович, был женат на двоюродной сестре императрицы Елизаветы Петровны — графине Агафье Симоновне Гендриковой (1714—1741).
Был пожалован 28 марта 1749 года в пажи к великому князю Петру Фёдоровичу, — будущему императору Петру III; с 4 апреля 1757 года — камер-паж.
С 20 февраля 1761 года — камер-юнкер, с 1762 — бригадир, с 5 апреля 1762 года — камергер, с 16 мая 1768 года — действительный камергер.
Был в военной службе и вышел в отставку генерал-поручиком армии; 31 декабря 1798 года был награждён орденом Святой Анны 1-й степени, а 10 февраля 1799 года из генерал-лейтенантов был переименован в действительные тайные советники и 14 ноября стал кавалером ордена Св. Александра Невского.
В 1803—1805 годах состоял почётным опекуном московского Опекунского совета, будучи с 3 февраля 1803 года членом Совета московских училища ордена Св. Екатерины и Александровского училища; состоял также почётным членом московского Воспитательного дома.
В 1800 году был избран московским губернским предводителем дворянства вместо уволенного Павлом I со скандалом А. И. Лобанова-Ростовского. В Москве ему принадлежал особняк на Тверском бульваре, д. 18. В Симбирской губернии имел имение Суровка; в Калужской губернии — Богдановское.
Умер в Москве 5 (17) февраля 1805 года.

### Семья
Был дважды женат:
- первым браком в 1759 году на баронессе Марфе Исаевне Шафировой (1729—1786), дочери барона И. П. Шафирова ; в 1760 году у них родился сын Андрей, ставший 23.02.1804 г. действительным статским советником;
- вторым браком — на графине Прасковье Фёдоровне Головиной, дочери генерал-поручика Ф. И. Головина.